# Triumph TR3
La Triumph TR3 (acronimo di Triumph Roadster 3) è un'autovettura prodotta dalla casa automobilistica britannica Triumph dal 1955 al 1962. 
La versione aggiornata, conosciuta informalmente come TR3A, entrò in produzione nel 1957 mentre la versione finale, denominata (non ufficialmente) TR3B, è stata assemblata solo nel 1962.
La TR3 faceva parte della categoria delle roadster inglesi con motore anteriore e trazione posteriore ed è stata assemblata a Coventry (Inghilterra), Melbourne (Australia), Liegi e Malines (Belgio) e in Sudafrica.

## La TR3 originale

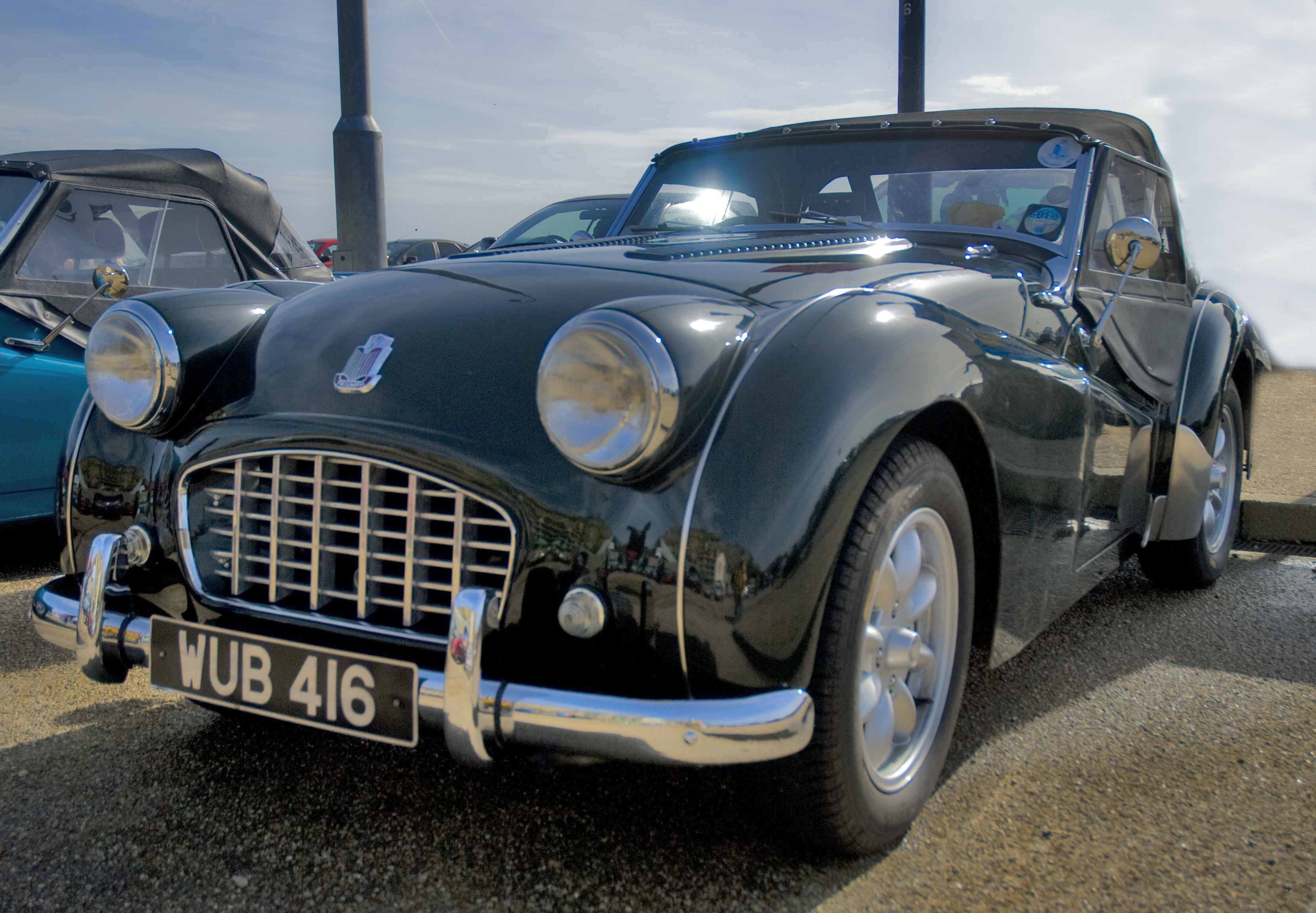
Una Triumph TR3 prodotta dal 1955 al 1957

Il modello è stato offerto quasi sempre con carrozzeria roadster 2 posti, anche se occasionalmente fu disponibile un posto posteriore aggiuntivo, e venisse offerto opzionalmente un hard-top.

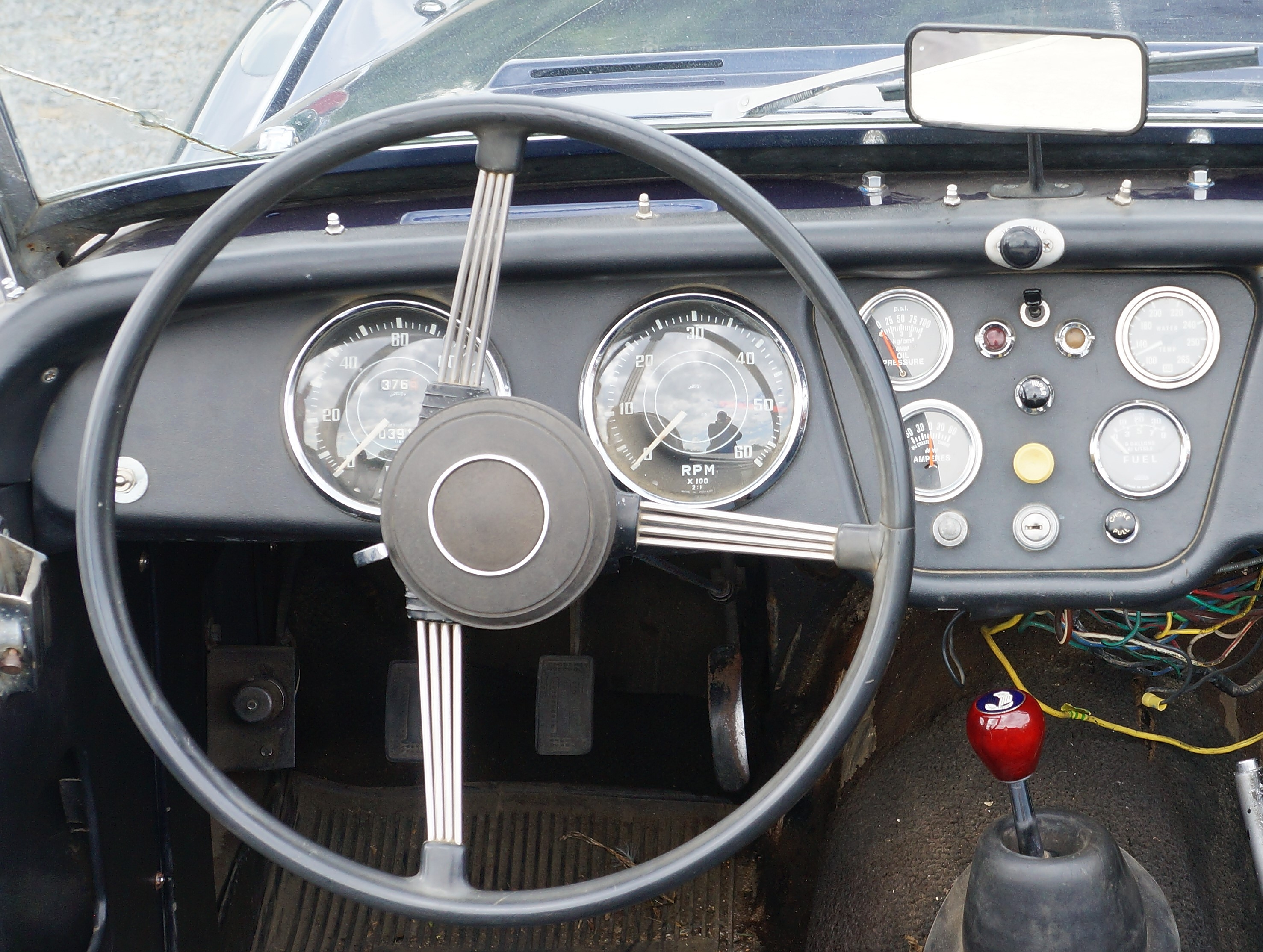
Interni

La TR3 aveva installato un motore a quattro cilindri in linea e valvole in testa da 1991 cm³ di cilindrata. All'inizio questo propulsore erogava 95 CV SAE di potenza, quindi 5 CV in più di quello della TR2. Questo incremento fu dovuto all'uso di carburatori più grandi. Il cambio manuale a quattro rapporti poteva essere completato da un overdrive sulle tre marce più alte. Esso era controllato elettricamente e poteva essere attivato grazie ad un interruttore installato sul cruscotto. Nel 1956 i freni anteriori a tamburo furono sostituiti da freni a disco Girling. Perciò la TR3 diventò uno dei primi modelli britannici prodotti in serie ad avere dischi anteriori e tamburi posteriori. L'impianto frenante non era servoassistito. Comunque, rispetto alla TR2, le modifiche furono modeste. Oltre al motore potenziato, fu prevista nuova mascherina e vennero installati dei tergicristalli con ritorno automatico. Grazie alla maggior potenza del propulsore, la TR3 toccava i 177 km/h di velocità.
Le sospensioni anteriori erano a bracci oscillanti, molle elicoidali e ammortizzatori telescopici, mentre quelle posteriori erano a balestra e ammortizzatori a leva. Le ruote erano più larghe di quelle della TR2. Era possibile avere opzionalmente delle ruote a 48 raggi. Il telaio era lo stesso di quello montato sulla TR2 e per questo motivo la TR3 era un modello di piccole dimensioni, perlomeno considerando l'appartenenza alla categoria delle vetture sport. Tuttavia, da ciò conseguirono problemi di sovrasterzo. In seguito questo telaio fu montato anche sulla TR4.
Il peso della TR3 era significativamente superiore a quello della Morgan Plus 4 e della Porsche 356, ma non era molto più alto di quello della MG A e della MG B. Tutti i modelli citati (tranne la Morgan, che aveva lo stesso motore della TR3), avevano però un propulsore meno potente.
La reattività di guida della TR3 era complessivamente ottima, nonostante la tenuta di strada desse qualche problema a causa della tendenza del posteriore a "scappare" in curva.
La TR3 era una vera roadster, pensata esplicitamente per essere utilizzata con carrozzeria scoperta, anche se era comunque dotata di una capote ed era offerto tra gli optional l'hard-top.
Di questa serie di TR3 ne furono assemblati 13.377 esemplari, 1.286 dei quali vennero venduti nel Regno Unito. Il resto fu esportato all'estero, principalmente negli Stati Uniti. Il prezzo di vendita era di 950 sterline. Tra gli optional erano disponibili, l'impianto di riscaldamento, l'autoradio, le cinture di sicurezza e gli interni in pelle.

### Le prestazioni
Un esemplare di TR3 con hardtop e overdrive venne provato dalla rivista The Motor nel 1956. Durante il test vennero registrate una velocità massima di 169,5 km/h ed un'accelerazione da 0 a 97 km/h di 10,8 secondi. Il consumo di carburante fu di 10,4 L/100 km. Il modello utilizzato nel test costava 1.103 sterline incluse le tasse.
Altri dati registrati furono:
| Accelerazione       | Tempo        |
| ------------------- | ------------ |
| 0–30 mph (48 km/h)  | 3,6 secondi  |
| 0–50 mph (80 km/h)  | 7,5 secondi  |
| 0–60 mph (97 km/h)  | 10,8 secondi |
| 0–90 mph (140 km/h) | 28,8 secondi |

## TR3A

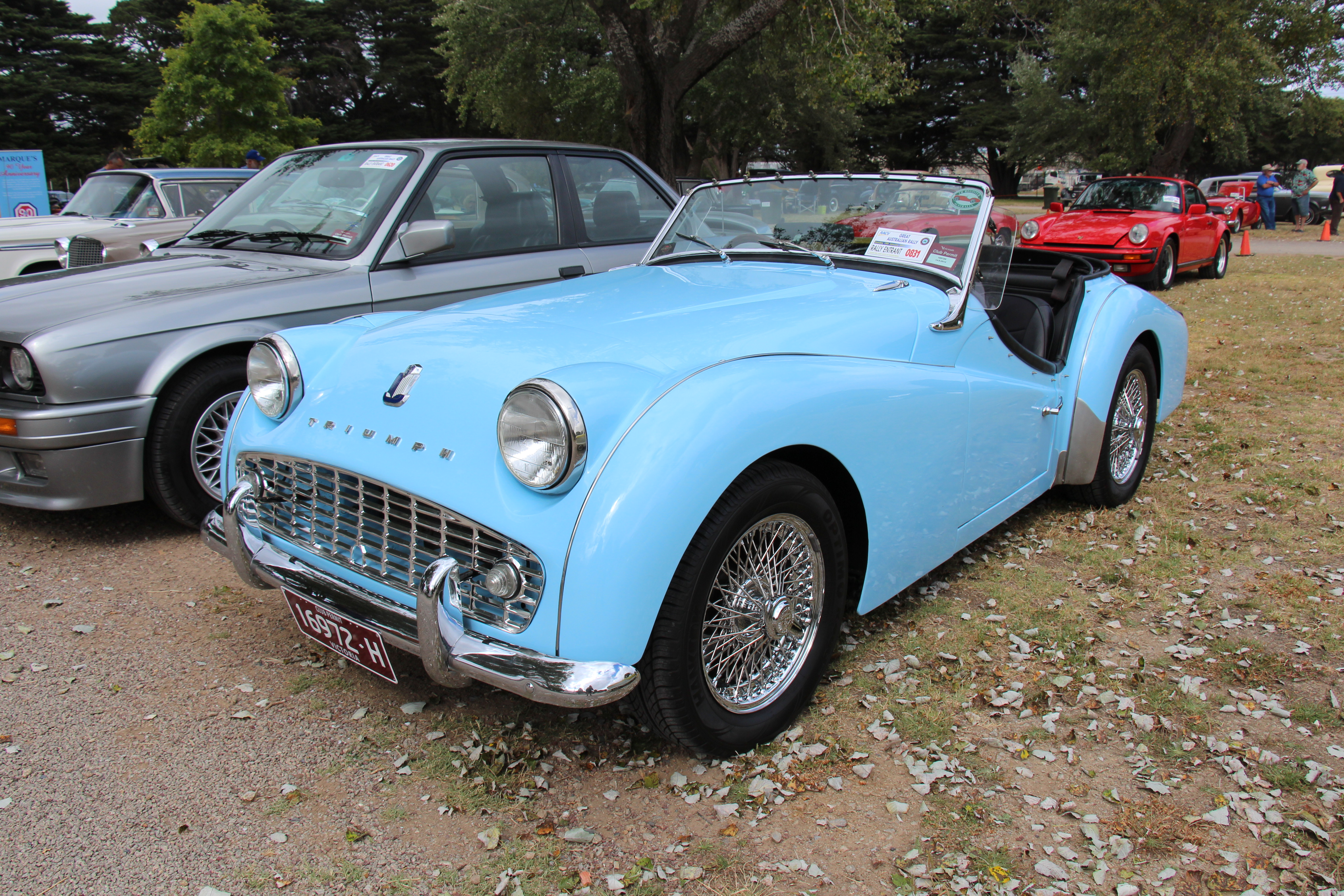
Una Triumph TR3A

Nel 1957 la TR3 fu aggiornata con diversi cambiamenti che inclusero, tra l'altro, una calandra più larga (da qui il soprannome "bocca larga"), fari leggermente arretrati, maniglie di apertura delle portiere ed un equipaggiamento completo che annoverava molti componenti che sulla versione originale non erano offerti di serie. Il modello rinnovato fu denominato "TR3A" anche se la vettura non fu mai marchiata con questo appellativo, ed il nome "TR3A" non fu mai usato ufficialmente. Questo nome, infatti, non compare neppure sulle brochure. La potenza del motore crebbe fino a 100 CV SAE grazie all'aggiornamento della testata ed all'allargamento dei condotti di aspirazione, assicurando al modello prestazioni, per l'epoca, eccellenti.

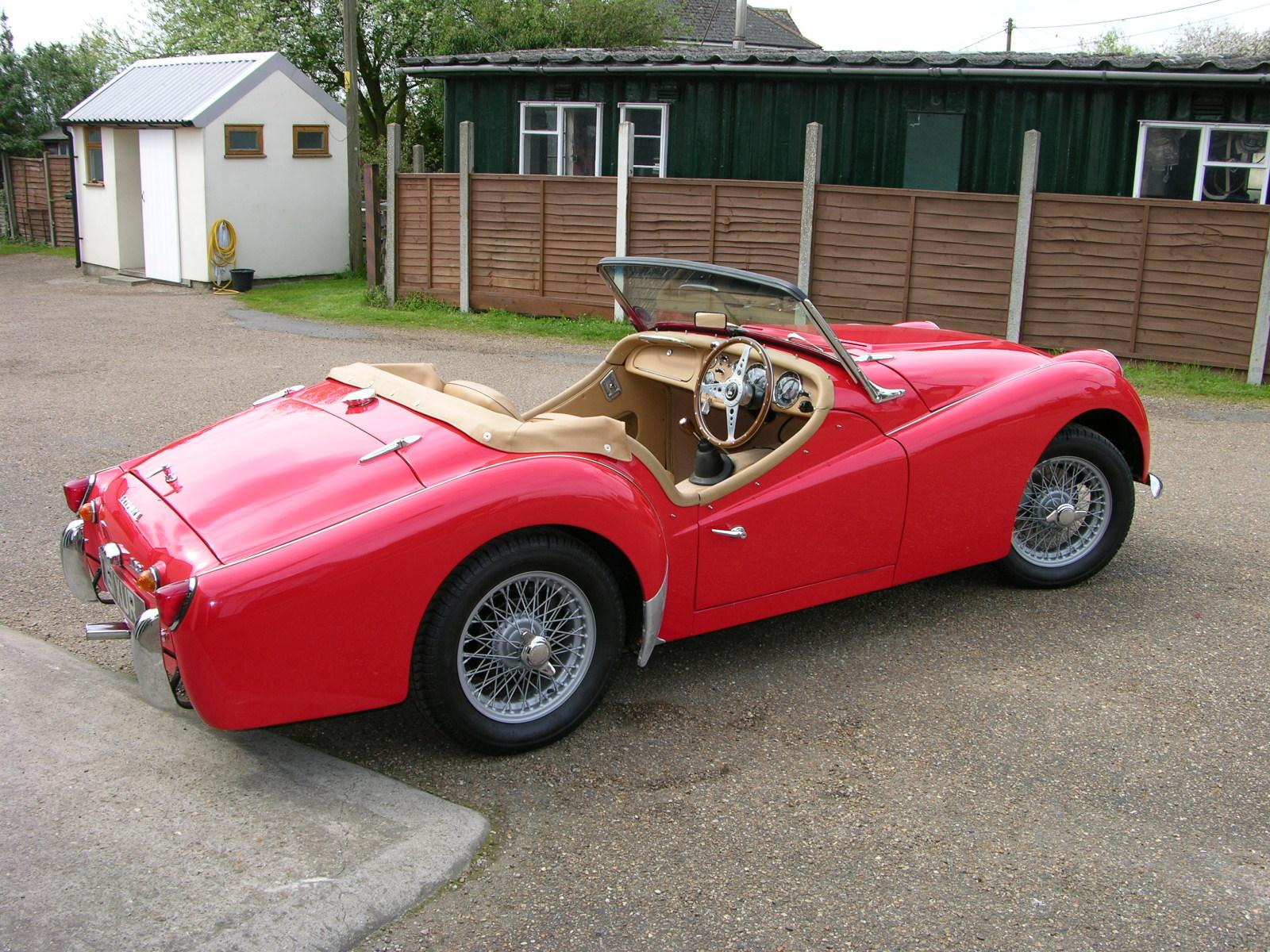
Vista posteriore

La produzione totale di TR3A fu di 58.236 esemplari. Questi volumi di vendita fecero del modello la terza TR più venduta dopo la TR6 e la TR7.
Nel giugno del 1977 la rivista specializzata statunitense Road & Track pubblicò un articolo dal titolo "Driving Impressions: TR3A & TR250" (cioè "Impressioni di guida: TR3A & TR250"). Le prestazioni registrate furono un'accelerazione da 0 a 97 km/h di 12 secondi, una potenza erogata di 100 CV a 4.800 giri al minuto ed un consumo di carburante di 10 L/100 km.
Con questa vettura Andrea De Adamich, Richard Attwood e Timo Mäkinen iniziarono la loro carriera automobilistica. Le TR3A sono poi le protagoniste di film di successo a cavallo tra gli anni cinquanta e sessanta: ne La dolce vita con al volante Marcello Mastroianni (che ne acquistò poi una per sé) ed anche in Le piace Brahms? con Ingrid Bergman, Anthony Perkins ed Yves Montand.

## TR3B

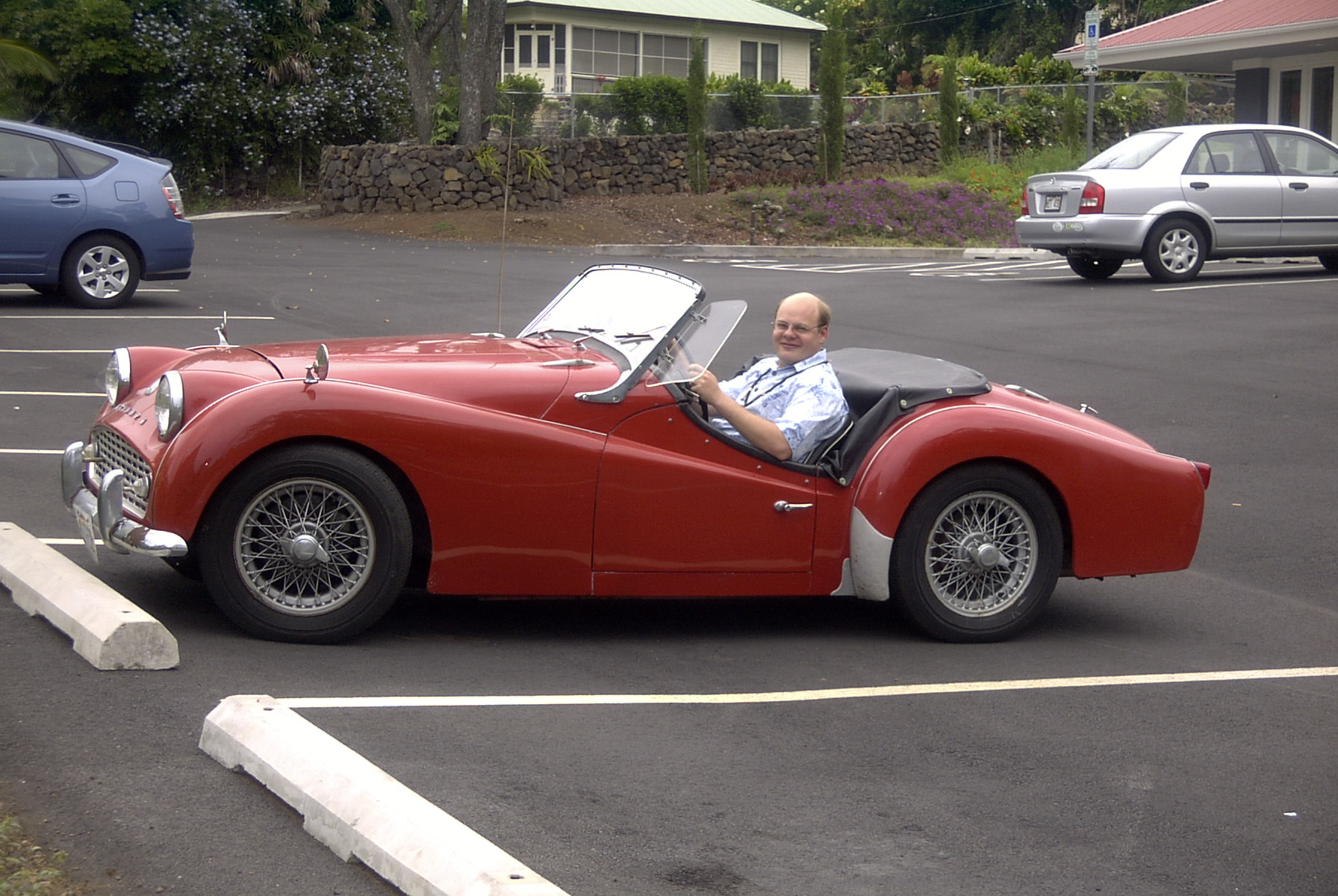
Una Triumph TR3B

"Triumph TR3B" è il nome non ufficiale dato alla versione finale della TR3. Prodotta solo nel 1962, è stata offerta contemporaneamente alla TR4, che fu introdotta nel 1961. La TR3B fu la risposta della Triumph alle lamentele provenienti dai concessionari del Nord America, che riportavano lo scarso gradimento dei loro clienti nei riguardi della linea della TR4.
La TR3B possedeva la stessa carrozzeria della TR3A ed il cambio manuale a quattro rapporti sincronizzati della TR4, e fu prodotta in due versioni: la TSF avente lo stesso motore della TR3 e la TCF con installato il motore a quattro cilindri in linea da 2138 cm³ della TR4. Questo propulsore era a valvole in testa, possedeva tre supporti di banco ed aveva un rapporto di compressione di 9:1. Erano installati due carburatori SU H6. La potenza e la coppia erogate erano, rispettivamente, di 105 CV a 4.650 giri al minuto e 172 N•m a 3.350 giri. I consumi di carburante erano compresi tra i 7,8 L/100 km ed i 12 L/100 km. La velocità massima era di 110 mph (177 km/h). Il peso era di 969 kg. La TR3B fu prodotta solamente in 3.331 nel 1962 e fu commercializzata solo negli Stati Uniti.